# Dragonfly (entreprise)
Pour les articles homonymes, voir Dragonfly.
Dragonfly (ex-Intrinsec) est une entreprise de services du numérique française spécialisée dans la sécurité des SI, l'hébergement et infogérance Cloud ainsi que dans les applications d'entreprise en SaaS. Fondée en 1995, l'entreprise est une SAS.

## Historique
La société est fondée le 1er novembre 1994 et sa création juridique a lieu le 26 septembre 1995 à Paris, dans les locaux de l'Epita. Intrinsec rejoint Neurones en 1999 : Franck Dubray, fondateur avec Laurent Genier, reste présent au capital et garde les commandes de la société. En 2005, les activités d'infogérance représentent la plus grosse part du chiffre d'affaires[évasif].
Début 2008, Intrinsec s'implante en région Rhône-Alpes et ouvre une agence et un datacenter à Lyon.
Courant 2009, Intrinsec s'implante en région Atlantique et ouvre une agence à Nantes.
En 2013, Intrinsec obtient la labellisation CERT[réf. nécessaire].
Intrinsec est labellisé Prestataire d'Audit de la Sécurité des S.I. de confiance (PASSI) par l'ANSSI 
Courant 2015, Intrinsec acquiert la société Netixia, basée à Tours et spécialisée dans l'intégration de la suite collaborative Open Source Zimbra.  
À la suite d'une croissance importante de chacun de ses deux métiers (Sécurité et Cloud Computing), Intrinsec a décidé en 2015 de créer deux filiales pour porter ses deux branches principales. Ainsi sont nées Intrinsec Sécurité et Cloud Temple.
Aujourd’hui, Intrinsec Sécurité et Cloud Temple sont unies sous la maison mère Dragonfly et travaillent en synergie pour répondre aux besoins de leurs clients.

## Activités
Dragonfly exerce dans les technologies de l’information en proposant des prestations aux entreprises. 
- Intrinsec Sécurité est spécialisée dans la sécurité des systèmes d’information,
- Cloud Temple rassemble les activités de Cloud Computing et d’infogérance